# Konstantinos Arvanitis

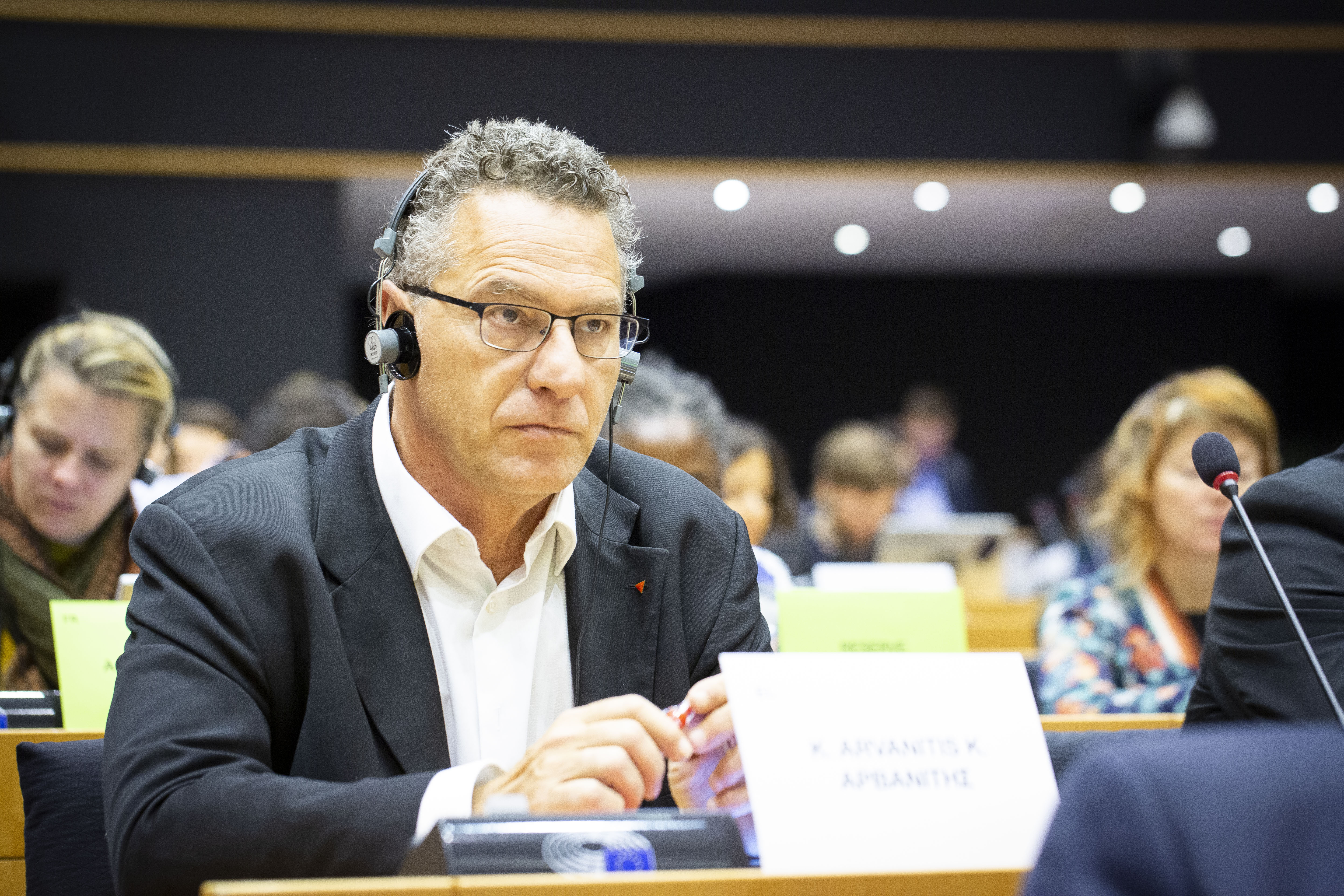
Konstantinos Arvanitis (2019)

Konstantinos „Kostas“ Arvanitis (griechisch Κωνσταντίνος Αρβανίτης, * 9. Juni 1964 in Athen) ist ein griechischer Journalist und Politiker der SYRIZA. Seit der Europawahl 2019 ist er Mitglied des Europäischen Parlaments als Teil der GUE/NGL-Fraktion.

## Leben
Arvanitis wurde am 9. Juni 1964 im Athener Stadtteil Sepolia geboren.

### Berufliche Karriere
Seit 1987 arbeitete Arvanitis als Journalist, unter anderem für Zeitschriften wie Odigitis (Οδηγητής), Ethnos (Έθνος), Eikones (Εικόνες). Später war er Chefredakteur der Nachrichtenagentur AKIMME (ΑΚΗΜΜΕ). Des Weiteren war er für verschiedenste Radiosender tätig. Später begann Arvanitis als Moderator für den öffentlich-rechtlichen Rundfunk ERT zu arbeiten. Nachdem Arvanitis in seiner Morgensendung im Sender ERT1 im Oktober 2012 über Polizeigewalt gegen Demonstrierende während der griechischen Wirtschaftskrise berichtete und den damaligen Innenminister Nikos Dendias kritisierte, wurde seine Sendung auf Anweisung der Regierung abgesetzt, und Arvanitis gekündigt. Zahlreiche Kolleginnen und Kollegen des Senders streikten daraufhin. Von 2013 bis 2016 leitete er den Radiosender Sto Kokkino (Στο Κόκκινο). Anschließend war er für den Medienkonzern 24MEDIA tätig, verließ diesen jedoch nach Meinungsverschiedenheiten, und kehrte zum öffentlich-rechtlichen Sender ERT zurück.
Abseits seiner journalistischen Laufbahn war Arvanitis auch als Fußballtrainer für verschiedene Clubs tätig, unter anderem für Afofos, Atlas, Longlived etc. Von Juni bis Dezember 2018 war er ehrenamtlicher stellvertretender Vorsitzender des Fußballvereins Apollon Smyrnis.

### Politische Karriere
Bis 1991 war Arvanitis für die kommunistische Jugend und die Kommunistische Partei aktiv.
Im Frühjahr 2019 wurde Arvanitis, bekennendes Syriza-Mitglied, von der Partei für die Europawahl 2019 nominiert. Seine Partei gewann bei den Wahlen 23,7 Prozent und damit 6 der 21 griechischen Mandate. Arvanitis gewann ein Mandat und trat gemeinsam mit seinen Parteikolleginnen und -kollegen der Konföderalen Fraktion der Vereinten Europäischen Linken/Nordische Grüne Linke bei. Für die Fraktion ist Arvanitis Mitglied im Ausschuss für bürgerliche Freiheiten, Justiz und Inneres sowie stellvertretendes Mitglied im Ausschuss für Beschäftigung und soziale Angelegenheiten. 2024 konnte Arvanitis sein Mandat bestätigen und ist seitdem Mitglied des 10. Europäischen Parlaments. Er ist in der 10. Legislaturperiode (2024–2029) Mitglied im Ausschuss für Beschäftigung und soziale Angelegenheiten sowie stellvertretendes Mitglied im Ausschuss für bürgerliche Freiheiten, Justiz und Inneres. Er ist zudem Mitglied der Delegation im Gemischten Parlamentarischen Ausschuss EU-Nordmazedonien und im Sonderausschuss für den Europäischen Schutzschild für die Demokratie sowie stellvertretendes Mitglied der Delegation im Parlamentarischen Stabilitäts- und Assoziationsausschuss EU-Albanien.